# Comté de Rensselaer
Le comté de Rensselaer (en anglais : Rensselaer County) est l'un des 62 comtés de l'État de New York, aux États-Unis. Le siège du comté est Troy.

## Toponymie
Son nom vient de Kiliaen van Rensselaer, le propriétaire néerlandais qui détenait ce territoire après l'avoir acheté à des Mohawks et des Mohicans, aux environs de 1630.

## Population
| Groupe            | Comté de Rensselaer | New York | États-Unis |
| ----------------- | ------------------- | -------- | ---------- |
| Blancs            | 87,5                | 66,8     | 72,4       |
| Afro-Américains   | 6,5                 | 15,9     | 12,6       |
| Métis             | 2,4                 | 3,0      | 2,9        |
| Asiatiques        | 2,2                 | 7,3      | 4,8        |
| Autres            | 1,1                 | 7,5      | 6,4        |
| Amérindiens       | 0,2                 | 0,6      | 0,9        |
| Total             | 100                 | 100      | 100        |
|                   |                     |          |            |
| Latino-Américains | 3,8                 | 17,6     | 16,7       |

Selon l'American Community Survey, pour la période 2011-2015, 93,14 % de la population âgée de plus de 5 ans déclare parler anglais à la maison alors que 2,75 % déclare parler l'espagnol, 0,71 % une langue chinoise et 3,40 % une autre langue.

## Villes
- Troy
- Rensselaer
- Poestenkill
- Sand Lake

## Sources
- (en) Cet article est partiellement ou en totalité issu de l’article de Wikipédia en anglais intitulé « Rensselaer County, New York » (voir la liste des auteurs).

1. ↑  (en) « Rensselaer County, NY Population - Census 2010 and 2000 », sur censusviewer.com.
2. ↑  (en) « Population of New York - Census 2010 and 2000 », sur censusviewer.com.
3. ↑  (en) « Language spoken at home by ability to speak English for the population 5 years and over », sur factfinder.census.gov.